# Invasion finlandaise de la Carélie orientale
Guerre de Continuation de la Seconde Guerre mondiale

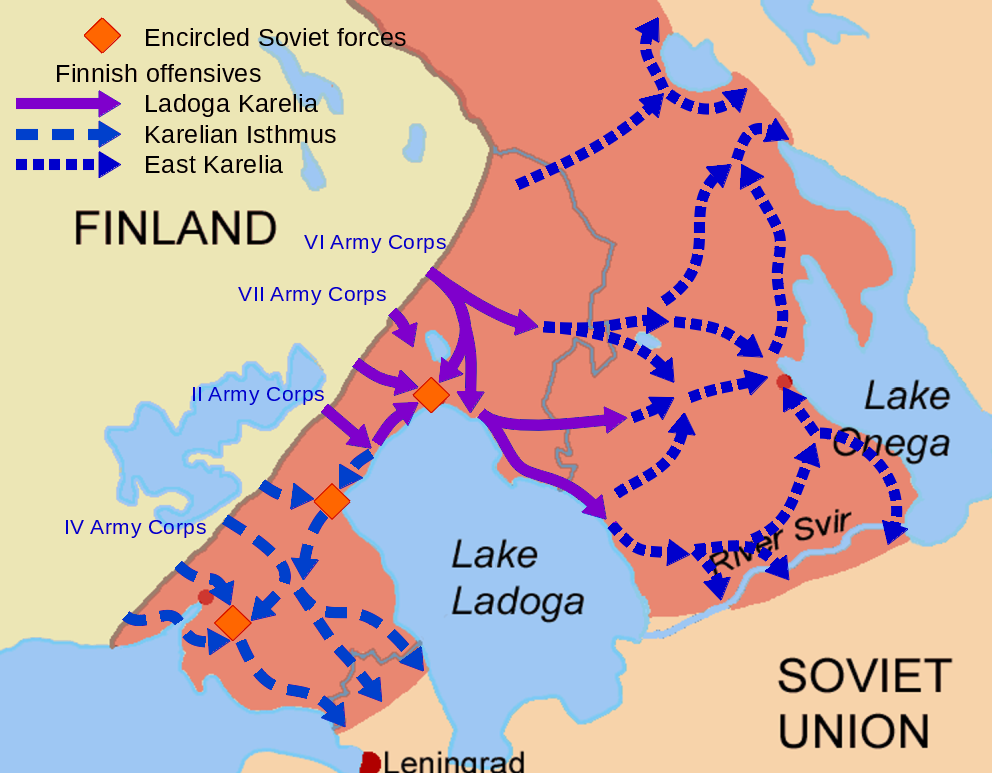
Carte illustrant les opérations offensives finlandaises en Carélie menées à l'été et à l'automne 1941 pendant la guerre de Continuation. L'avancée maximale des unités finlandaises dans la guerre de Continuation ainsi que les frontières avant et après la guerre d'Hiver sont indiquées ci-dessous.

Batailles
1941
- Carélie du Ladoga
- Isthme de Carélie
- Carélie orientale
- Silberfuchs
  - Renntier
  - Platinfuchs
  - Polarfuchs
- Kirkenes et Petsamo
- Hanko
- Bengtskär
- Porlampi

1942
- Suursaari
- Someri

1944
- Vyborg-Petrozavodsk
  - Tienhaara
  - Tali-Ihantala
  - Île de Nerva
  - Baie de Vyborg
  - Vuosalmi
  - Nietjärvi
  - Ilomantsi
  - Hokki

Campagnes de la mer Baltique
L'invasion finlandaise de la Carélie orientale est une campagne militaire menée de juillet à décembre 1941 pendant la guerre de Continuation, opposant les troupes finlandaises et allemandes aux troupes soviétiques. Les troupes finlandaises occupent la Carélie orientale et la conservent jusqu'en 1944. Pendant plus d'un mois après le déclenchement de la guerre de Continuation, l'armée de Carélie est renforcé et se prépare à reprendre son offensive précédente en attendant la reconquête de l'isthme de Carélie. Les Soviétiques ont préparé des fortifications et amené des troupes sur le front. Lorsque les efforts d'encerclements sur la rive ouest du lac Ladoga seront résolus, la 7e division finlandaise sera transférée à la jonction des VIe et VIIe corps.

## Préparatifs et plans
La 14e division finlandaise, commandée par le colonel Erkki Raappana (qui opère à son tour sous le commandement direct du quartier général finlandais), commence son avance le 4 juillet. C'est l'unité finlandaise stationnée la plus au nord, au sud de la ligne de démarcation entre les forces finlandaises et allemandes. Des éléments de la 54e division de fusiliers soviétique s'y opposent. La division finlandaise encercle et mutile le 337e régiment de fusiliers soviétique en défense à Omelia et continue d'avancer vers son objectif de Rukajärvi et de la rivière Ontajoki. L'avancée est stoppée par Mannerheim le 17 septembre après l'atteinte des objectifs par la 14e division.
Bien que l'offensive précédente à Ladoga en Carélie par le VIe corps finlandais de l'armée de Carélie ait été un succès, il n'en va pas de même pour toutes les tentatives finlandaises. L'avancée du groupe Oinonen s'enlise quasi-immédiatement et le VIIe corps est entièrement occupé à éliminer les forces soviétiques encerclées de la région de Sortavala. Bien que l'offensive est stoppée par le commandement finlandais, cela n'empêche pas les commandants locaux de se préparer à de nouvelles attaques. Cela implique la réparation des routes et des voies ferrées menant aux lignes de front. Le flanc gauche de l'armée de Carélie reçoit également l'autorisation de capturer des positions de barrage tactiques.
Le groupe Oinonen et la 11e division du VIIe corps finlandais reçoivent l'ordre de capturer la région de Suvilahti-Souoïarvi. L'attaque est lancée le 19 août et force la 71e division de fusiliers soviétique qui tenait la zone à se retirer dès le 21 août. Les Finlandais capturent ensuite le village et le carrefour de Tsalkki le 23 août. Une pression accrue permettra aux Finlandais d'avancer et d'atteindre la bordure orientale du lac Säämäjärvi le 1er septembre.
Le plan finlandais pour l'offensive devant commencer le 4 septembre prévoit une percée du VIe corps depuis ses positions actuelles près du lac Ladoga vers le sud-est pour atteindre la rivière Svir tandis que le VIIe corps devra d'abord prendre l'important carrefour de Prääsä pour continuer jusqu'à Petrozavodsk. Cette offensive est beaucoup plus difficile que les précédentes offensives finlandaises menées en raison du terrain relativement inconnu, du large front d'avance et de l'attente de l'envoi de renforts soviétiques pour protéger le chemin de fer de Mourmansk.

## Ordre de bataille
Les forces finlandaises sont constituées d'unités de l'armée de Carélie dirigée par le lieutenant général Erik Heinrichs. Tout au sud est déployé le VIe corps dirigé par le général de division Paavo Talvela, disposant de deux divisions (les 5e et 17e divisions) en première ligne et le « groupe L » ou « groupe Lagus » (composé de la 1re brigade « Jäger » et de certains éléments de la 5e division) sous les ordres du colonel Ruben Lagus comme réserve mobile. Au centre, les Finlandais déploient le VIIe corps dirigé par le major général Woldemar Hagglund disposant initialement de deux divisions (la 1re et la 11e division) sous son commandement, mais qui sera bientôt renforcé par la 7e division. Plus au nord, les Finlandais disposent du « groupe Oinonen » du général de division Voldemar Oinonen ainsi que de la 163e division d'infanterie allemande sous les ordres du lieutenant-général Erwin Engelbrecht. Tout au nord se trouve le « groupe K » ou « groupe Kuussaari », composé à peu près d'une brigade intégrale, sous le commandement du lieutenant-colonel Eero Kuussaari (fi).
Les forces soviétiques sont constituées des forces de la 7e armée dirigée par le lieutenant général Filipp Gorelenko, divisées en deux groupes opérationnels. Le groupe opérationnel d'Olonets est situé au sud et le groupe opérationnel de Petrozavodsk au centre. Le groupe opérationnel d'Olonets se compose de la 3e division de miliciens soviétiques récemment formée avec la 3e brigade de fusiliers navals tenue en réserve, mais sera bientôt renforcée par la 314e division de fusiliers. Le groupe opérationnel de Petrozavodsk est composé de la 272e division de fusiliers, la 313e division de fusiliers étant tenue en réserve. La 71e division de fusiliers défend la zone plus au nord.

## Début de l'offensive
L'offensive finlandaise débute aux premières heures du 4 septembre à Tuloksa, lorsque le plus grand barrage d'artillerie de l'histoire finlandaise est déclenché. La 5e division finlandaise perce rapidement les défenses soviétiques et traverse la rivière Tuloksa. Le génie militaire ayant construit à la hâte un pont flottant, le groupe mécanisé L se dirige alors vers l'est. Les forces soviétiques en défense, composées de la 3e brigade de marines soviétique et des régiments d'infanterie de soutien, sont contraintes de battre en retraite ou de se retrouver encerclées par l'avancée des forces finlandaises. Le groupe L utilise la mobilité dont il dispose grâce à son utilisation de véhicules à moteur et capture Olonets dès le 5 septembre. Les tentatives soviétiques de réforme de la défense sont entravées par le fait que la plupart des forces sont désormais constituées d'unités démantelées,.
Les 5e et 17e divisions finlandaises commencent également leur offensive vers le village de Nurmoila qui est défendu par la 3e division de miliciens soviétiques. En attaquant du sud et du nord, les Finlandais forcent les Soviétiques en défense à se retirer vers l'est malgré les fortifications de campagne que les Soviétiques avaient construites dans la région. Le repli soviétique empêche cependant les Finlandais d'achever le piège préparé pour l'adversaire et le 7 septembre, un fort contingent d'infanterie ainsi que le quartier général de la 3e division soviétique réussissent à s'échapper par des chemins forestiers, mais sans aucun équipement lourd.
L'avancée finlandaise du groupe L atteint la rivière Svir le 7 septembre, près de la ville de Lodeïnoïe Pole. Le même jour, un détachement de la 17e division détruit la voie ferrée de Mourmansk. Les Finlandais continuent et capturent le pont ferroviaire sur le Svir à Svirstroï le 13 septembre. Le 22 septembre, le VIe corps finlandais a déjà avancé au sud du Svir, capturant Podporojie et plusieurs positions défensives. La tête de pont finlandaise constituée mesure alors 40 km de large et 5 à 10 kilomètres de profondeur. La 5e division finlandaise prend position sur la rive nord du Svir jusqu'à l'embouchure du fleuve tandis que la 17e division finlandaise occupe la tête de pont au sud de la rivière Svir,.

## Capture de Petrozavodsk
L'avancée de la 11e division finlandaise vers Priaja rencontre une forte résistance soviétique mais parvient à avancer à travers les forêts et à encercler les Soviétiques en défense. L'avancée s'avère cependant lente et il faudra attendre le 5 septembre avant que la route menant à Petrozavodsk ne soit coupée par les forces finlandaises. Les unités soviétiques encerclées lancent des contre-attaques répétées contre le barrage routier finlandais, mais échouent à le franchir. Avançant régulièrement, la 11e division finlandaise capture Priaja le 8 septembre. Pendant ce temps, la 1re division finlandaise avance vers le village de Pyhäjärvi directement au sud de Priaja. Le 16 septembre, la 1re division finlandaise a atteint l'extrémité sud de Pyhäjärvi tandis que la 7e division finlandaise a bouclé les forces soviétiques en défense. Après avoir subi de lourdes pertes, les forces soviétiques encerclées fuient à travers la forêt après avoir abandonné leur équipement lourd. La 11e division finlandaise poursuit son avance d'abord vers Polovina le 24 septembre, puis jusqu'au carrefour de Vilga le 28 septembre, à seulement 6 km de la banlieue de Petrozavodsk.
Les Soviétiques se rendent compte très tôt que tenir Petrozavodsk contre les Finlandais avançant vers la ville depuis l'ouest et le sud allait être un effort coûteux. Pour y parvenir, ceux-ci forment plusieurs nouvelles formations à partir d'unités du NKVD, d'unités militaires démantelées ou séparées et de renforts. Il s'agit notamment de la 37e division de fusiliers ainsi que de la 1re brigade d'infanterie légère.
Les Finlandais apportent également des renforts sous la forme de la 4e division avançant le long de la route menant du lac Siamozero vers Petrozavodsk. Le 14 septembre, elle rencontre déjà une féroce résistance soviétique, mais les forces finlandaises, numériquement supérieures, réussissent à encercler et à vaincre la 313e division de fusiliers soviétique en défense, forcée de battre en retraite après avoir subi de lourdes pertes. Cependant, le nettoyage des derniers mottis dura jusqu'au 26 septembre. Des éléments de la 4e division finlandaise poursuivent leur avance avec l'intention de couper la route menant au nord de Petrozavodsk. Les Finlandais s'emparent du village de Markkila le 19 septembre mais échouent à percer la défense de la 313e division soviétique à Bessovets (en) malgré des tentatives répétées. Même si la 4e division finlandaise a échoué à accomplir sa mission consistant à couper les forces soviétiques défendant la région de Petrozavodsk, elle immobilise une quantité considérable de forces soviétiques et protège le seul flanc vulnérable de l'avancée finlandaise.
Le groupe L a progressé vers le nord-est depuis le Svir, mais l'avancée est plus lente que prévu en raison des fortes pluies d'automne qui transforment les routes en bourbiers. En septembre, l'avancée atteint le village de Ladva où le groupe L rencontre la 7e division finlandaise et, ensemble, les unités finlandaises encerclent puis détruisent la 3e division de miliciens soviétiques en défense. Des éléments du groupe L atteignent ensuite les rives du lac Onega le 23 septembre et coupent la route vers le sud depuis Petrozavodsk.
L'avancée finlandaise a poussé les Soviétiques en défense dans une petite zone à proximité de Petrozavodsk, la 313e division de fusiliers soviétique gardant la seule route terrestre restante ouverte. L'avancée de la 11e division finlandaise atteint la ville le 1er octobre mais ne parvient à fermer le corridor de repli que le lendemain. Pendant ce temps, la 1re division finlandaise (étant en train d'éliminer des mottis près de Priaja) atteint maintenant le front et s'empare de la ville plus tard dans la même journée. L'avancée assez lente des Finlandais a cependant permis à plusieurs unités soviétiques d'échapper à l'encerclement. La chute de Petrozavodsk brise également la résistance dans le sud, d'où le groupe L s'approche de la ville. La 4e division finlandaise parvient finalement à percer les défenses soviétiques à Bessovets, laissant Petrozavodsk fermement aux mains des Finlandais. La ville sera rapidement rebaptisée « Äänislinna » (« château d'Onega ») par les Finlandais.
Alors que la plupart des forces finlandaises présentes dans la région se concentrent sur la prise de Petrozavodsk, des éléments de la 7e division finlandaise avancent le long des rives du lac Onega jusqu'à l'embouchure de la rivière Svir. Les tentatives de franchissement du fleuve le 6 octobre échouent en raison de la fatigue et du refus des soldats de la traverser. Une nouvelle tentative le lendemain, en plein jour, réussit. Le reste de la division suit peu après. Cela permet de fusionner la tête de pont avec celle créée plus tôt dans l'offensive. Une tentative finlandaise de gain de terrain défensif prend fin à Oshta lorsque les troupes finlandaises rencontrent la nouvelle 114e division de fusiliers soviétique. Aucune des deux parties ne parvient à prendre l'avantage dans les combats qui suivent et les forces finlandaises commencent à se préparer à la défense dans la tête de pont au sud du Svir. La tête de pont finlandaise au sud du Svir est étendue à 100 km de largeur et 20 km de profondeur.

## Poursuite de l'offensive
La prise de la ville de Medvejiegorsk est fixée comme objectif de la poursuite de l'offensive finlandaise. Les troupes avançant de diverses directions vers la ville sont réformées en IIe corps composé de la 4e division finlandaise, du groupe O, de la brigade (ou groupe) K et sont renforcées par la 8e division transférée de l'isthme de Carélie. En face d'eux se trouve le groupe opérationnel soviétique composé des 37e, 71e et 313e divisions de fusiliers, toutes en sous-effectif. Les Finlandais avancent selon deux tracés : un groupe plus important suivant la route de Petrozavodsk vers Medvejiegorsk ; et un groupe plus petit suivant la route de Porajärvi vers Paatene (à l'extrémité sud-ouest du lac Segozero).
Après avoir atteint Paatene, les forces finlandaises en progression parviennent à former des lignes de communication avec la 14e division finlandaise ayant atteint Rukajärvi plus tôt. Medvejiegorsk est capturée le 5 décembre par une triple attaque et le lendemain, le fer de lance finlandais s'empara de la ville de Povenets. Après la prise de Povenets par les Finlandais, l'Armée rouge détruit les écluses du canal Staline le 8 décembre, provoquant une inondation immédiate de la ville. Les dégâts causés par l'inondation seront cependant largement superficiels. Mannerheim ordonne alors l'arrêt de l'avancée des forces finlandaises jusqu'à une ligne de front s'étalant de Povenets au lac Segozero, de sorte que la capture de la ville mettent fin à l'offensive finlandaise.